# مقدونيا الشمالية في الألعاب الأولمبية
مقدونيا في الألعاب الأولمبية الألعاب الأولمبية هي من أهم الأحداث الرياضية في مقدونيا، تقوم اللجنة الأولمبية المقدونية بالإشراف في شؤون مشاركة مقدونيا في الألعاب الأولمبية، ووقد شاركت مقدونيا في البداية كجزء من يوغوسلافيا وقد شاركت مقدونيا أول مرة في الألعاب الأولمبية كانت في دورة 1992 في برشلونة في إسبانيا،  ولم تفز مقدونيا بمشوارها في الألعاب الأولمبية إلا بميدالية برونزية واحدة كانت في دورة 2000 في سيدني.
في الألعاب الأولمبية الشتوية شاركت مقدونيا الشمالية أول مرة في دورة 1998 في ناغان في اليابان ولم تفز حتى الآن بأي ميدالية في الألعاب الشتوية.